# سپاه عاشورا آذربایجان شرقی

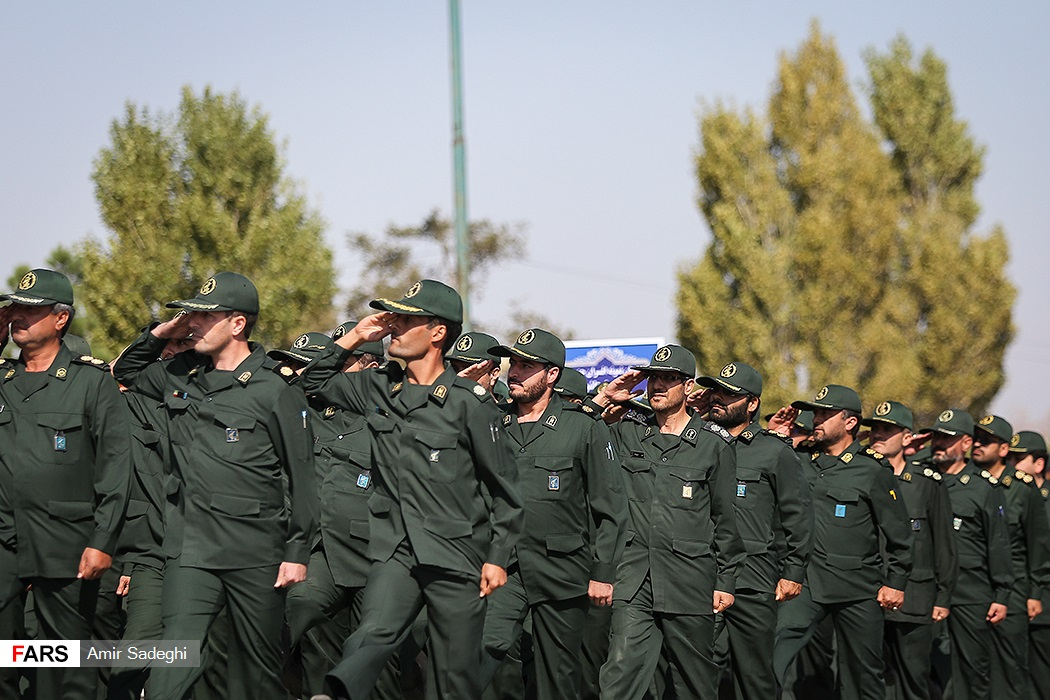
رژه نیروهای سپاه عاشورا آذربایجان شرقی به‌مناسبت سالگرد جنگ ایران و عراق در سال ۱۳۹۷، تبریز

سپاه عاشورا آذربایجان شرقی یگان نظامی-امنیتی و از سپاه‌های استانی زیرمجموعه سپاه پاسداران انقلاب اسلامی است، که ستاد فرماندهی آن در شهر تبریز مستقر می‌باشد و وظیفه فرماندهی و کنترل کلیه یگان‌های سپاه و بسیج مستقر در استان آذربایجان شرقی را برعهده دارد. مهم‌ترین یگان‌های زیرمجموعه این سپاه، لشکر ۳۱ عاشورا از نیروی زمینی سپاه و ۲۱ سپاه ناحیه‌ای (نواحی بسیج شهرستان‌ها) همچون سپاه تبریز، سپاه مراغه، سپاه مرند و سپاه سراب می‌باشند. در حال حاضر سرتیپ‌دوم پاسدار اصغر عباسقلی‌زاده فرماندهی سپاه عاشورا آذربایجان شرقی را برعهده دارد.